# Enconista
Isturgia là một chi bướm đêm thuộc họ Geometridae.